# Saariaapa-Hattuselkä
Saariaapa-Hattuselkä este o arie protejată (arie specială de conservare — SAC, sit de importanță comunitară — SCI) din Finlanda întinsă pe o suprafață de 2.503 ha, integral pe uscat.

## Localizare
Centrul sitului Saariaapa-Hattuselkä este situat la coordonatele 66°02′26″N 25°41′22″E / 66.0406°N 25.6894°E.

## Înființare
Situl Saariaapa-Hattuselkä a fost declarat sit de importanță comunitară în august 1998 pentru a proteja 1 specie de plante și 2 specii de animale. Situl a fost protejat și ca arie specială de conservare în aprilie 2015.

## Biodiversitate
Situată în ecoregiunea boreală, aria protejată conține 8 habitate naturale: Râuri naturale fino-scandinave, Cursuri de apă de la nivel de câmpie la nivel montan, cu vegetație Ranunculion fluitantis și Callitricho-Batrachion, Izvoare fino-scandinave și mlaștini produse de izvoare bogate în minerale, Mlaștini alcaline, Turbării Aapa, Taiga vestică, Mlaștini împădurite, Lacuri și iazuri distrofice naturale.
La baza desemnării sitului se află mai multe specii protejate:
- plante (1): Ranunculus lapponicus
- mamifere (1): vidră de râu (Lutra lutra)
- nevertebrate (1): Xyletinus tremulicola

Pe lângă speciile protejate, pe teritoriul sitului au mai fost identificate 7 specii de păsări, 2 specii de mamifere, 6 specii de pești.